# 김종후
김종후(金鍾厚, 1721년 ~ 1780년)은 조선 중기의 문신으로 좌의정을 지낸 김종수의 형이다. 자는 백고(伯高) 또는 자정(子靜), 호는 본암(本庵)이며 본관은 청풍이다.

## 생애
1741년에 생원이 되었고 1766년에 시강원 자의에 제수되었다. 그러나 자신의 분에 넘치는 직위라하여 시강원 자의직을 사양하였으나 영조는 거부하였고 1776년에 사헌부 지평이 되었으며 1778년에는 장령이 되었다. 그러나 연이어 사직을 청했는데 정조는 직접 김종후에게 관직에 나올 것을 청하기도 했다. 이후 1780년에 홍국영의 무리와 어울린 것으로 삼사의 탄핵을 받자 정조에게 직접 이에 대해 해명하는 상소를 올리기도 했다. 정조는 이를 받아들였으나 김종후는 이 상소를 올린지 7개월 만인 1780년 10월에 사망한다. 이후 순조가 즉위하고 1807년에 안동 김씨가 득세하자 사도세자를 모함했던 역적이라는 명목으로 유일에서 삭제되고 관직을 추탈당하였다.

## 졸기
장령 김종후(金鍾厚)가 졸(卒)하였다. 김종후의 자는 백고(伯高)인데, 우의정 김구(金構)의 증손(曾孫)이며 김종수의 형이다. 영조 때 경학과 품행으로 천거되었고 지금 주상이 즉위하여 경연관으로 누차 불렀으나 나오지 않았다. 항상 명의(名義)를 가지고 스스로 자랑하였었는데, 홍국영이 축출될 적에 상소하여 보류하기를 요청하면서 몹시 사리에 어긋난 말을 하였으므로 식자들이 그의 창피함을 비웃었다. 이때에 이르러 졸하니, 특별히 은전을 베풀 것을 명하였다. 그에게 본암집(本庵集)이 있는데, 세상에 전해지고 있다. 편서로 『가례집고(家禮集考)』·『청풍세고(淸風世稿)』가 있다.

## 가족 관계
- 고조부 : 김징(金澄)
  - 증조부 : 김구(金構)
  - 종증조부 : 김유(金楺)
  - 종증조부 : 김무(金楙)
    - 할아버지 : 김희로(金希魯)
      - 아버지 : 김치만(金致萬)
      - 어머니 : 풍산 홍씨(豊山洪氏), 충경공(忠敬公) 홍석보의 딸
        - 동생 : 김종수(金鍾秀)

    - 종조부 : 김재로(金在魯)
      - 당숙 : 김치인(金致仁)